# Mein Land
Mein Land är en singel av bandet Rammstein från albumet Made in Germany 1995–2011. Singeln släpptes i Tyskland, Österrike och Schweiz den 11 november 2011, medan den släpptes först tre dagar senare i resten av världen. Musikvideon till låten spelades in den 23 maj 2011 på Sycamore Beach i Malibu, Kalifornien och den släpptes den 11 november samma år. Musikvideon är regisserad av Jonas Åkerlund. Framsidan på singeln är en referens till The Beach Boys album Surfer Girl.

## Låtlista
Alla låtar är skrivna och komponerade av Rammstein, om inte annat anges. 
| Nr | Titel                        | Längd |
| -- | ---------------------------- | ----- |
| 1. | Mein Land                    | 3:53  |
| 2. | Vergiss uns nicht            | 4:10  |
| 3. | My Country (av The BossHoss) | 4:08  |
| 4. | Mein Land (Mogwai remix)     | 4:30  |

| 1. | Mein Land         | 3:53 |
| 2. | Vergiss uns nicht | 4:10 |